# Zonensystem
Das Zonensystem ist ein Begriff aus der analogen Schwarzweißfotografie und bezeichnet ein technisches Verfahren zur Optimierung der zentralen Einflussfaktoren bei der Erzeugung von Schwarzweiß-Einzelnegativen.
Im Gegensatz zu den fotochemischen Standard-Entwicklungsprozessen der analogen Farbfotografie ist die Entwicklung von Schwarzweißmaterial äußerst variabel und ermöglicht somit eine zielgenaue, differenzierte Übersetzung von Helligkeiten in analoge Dichteunterschiede von Negativfilmen, indem nicht nur die Belichtung, sondern auch die Entwicklungsdauer an die zu fotografierende Szene angepasst wird. Dadurch ist das Zonensystem im klassischen Sinn auf die Verarbeitung von Einzelnegativen, wie sie bei Großformatkameras eingesetzt werden, beschränkt. In der Praxis wird die zu verwendende Entwicklungsart sich auf wenige Optionen beschränken (N-2, N-1, N, N+1, N+2), Zwischenstufen (N-1.3) sind sehr untypisch. Daher kann das Zonensystem auch problemlos bei Mittelformatkameras mit Wechselmagazinen angewandt werden.
Ziel dabei ist vornehmlich ein systematisches Ausschöpfen des chemisch-technischen Potenzials der analogen Schwarzweiß-Bildspeicherung, vor allem unter dem Gesichtspunkt eines maximalen Tonwertreichtums und seiner konsequenten Realisierung bis hin zum fertigen positiven Aufsichtbild – aber auch die optimale Beherrschung des fotografischen Handwerks, das keine „Fehlschüsse“ zulässt, nichts dem Zufall überlässt und somit die hohen Materialkosten in der Großbildfotografie auf das Notwendige reduziert.

## Grundlegende Prinzipien
In seiner in Fachkreisen sehr bekannten Buchtrilogie publizierte der amerikanische Fotograf Ansel Adams (1902–1984) das ihm oft zugeschriebene ‚Zonensystem‘, das in einem individuellen Anpassungsprozess des herrschenden Motivkontrasts einer Aufnahmesituation, dem Belichtungsumfang des verwendeten Informationsspeichers Schwarzweißfilm, dem Dichteumfang des Negativs nach seiner fotochemischen Entwicklung sowie der abschließenden Positivherstellung im Laborprozess besteht.
Dabei geht es letztlich um eine durchkalkulierte Steuerung dieser für den Bildprozess entscheidenden Vorgänge Aufnahme / Bildspeicherung / Filmentwicklung / Positivprozess mit Hilfe einer theoretischen Konstruktion von 11 (Zone 0 bis Zone 10) densitometrisch genau zu kalibrierenden Stammgrauwerten, die sich in ihrer Schwärzung jeweils um einen Lichtwert voneinander unterscheiden.
Für die analoge Herstellung eines Aufsichtbildes (Positiv) nach dem Negativ-Positiv-Verfahren sind grundsätzlich zwei getrennte Vorgänge notwendig: die Erzeugung eines Negativs als dem eigentlichen Bildspeicher in einer geeigneten Kamera und die Übertragung des Kontrastumfangs des fotochemisch entwickelten Negativs im Positivprozess auf das Fotopapier.
Dabei unterscheiden sich der Negativdichteumfang des Films und der Kopierumfang des Fotopapiers ganz erheblich – da das klassische Zonensystem lediglich mit der Papiergradation „normal“ arbeitet, muss der Dichteumfang des Negativs durch jeweils modifizierte Entwicklungsparameter an den Kopierumfang des Fotopapiers angeglichen werden.
Ursprünglich umfasste das von Ansel Adams propagierte System lediglich die Erzeugung eines technisch optimalen Negativs – später versuchte man auch die weiteren Prozessschritte bis hin zum fertigen Abzug miteinzubeziehen.

## Prävisualisierung und Kontraststeuerung
Eine zentrale Rolle für das Konzept spielt dabei der Gedanke der Prävisualisierung. Ziel dieser Prävisualisierung ist gewissermaßen eine innere Vorstellung der Bildwirkung zusammen mit den damit verbundenen fotografisch-technischen Konsequenzen vor dem eigentlichen Aufnahmevorgang. Möchte der Fotograf z. B. eine düstere, mit schweren Tonwerten arbeitende Stimmung evozieren, würde eine normale Belichtung mit der damit verbundenen mittleren Motivhelligkeit die anvisierte Interpretation verfehlen.
Zum Erzielen der beabsichtigten Bildwirkung müssten vielmehr bestimmte Motivteile deutlich dunkler als normal reproduziert werden. Um dieses Ziel zu erreichen, ist es erforderlich, den Kontrastumfang der Aufnahme während der gesamten Verarbeitungskette im Blick zu behalten.
Das Zonensystem berücksichtigt, dass der Kontrastumfang eines Fotopapiers geringer ist als der eines Filmes oder des eigentlichen Motives. Das führt dazu, dass z. B. bei kontrastreichen Landschaftsaufnahmen die Skala der Ton- bzw. Grauwerte von Schwarz bis Weiß technisch nicht vom Negativ auf das Papier übertragen werden kann.
Über die Steuerung der Entwicklungsparameter lässt sich der Negativkontrast angleichen: Eine verlängerte Belichtung des Filmes und nachfolgende verkürzte Entwicklung bewirkt geringeren Kontrast („kleinerer“ Tonwertumfang), die Bildwirkung geht eher in die Richtung weich. Eine verkürzte Belichtung in Kombination mit einer verlängerten Entwicklung lässt bei flauen Motivkontrasten die Schwarz- und Weißwerte deutlicher hervortreten, bewirkt also eine Kontraststeigerung.

## Zonensystem mit digitaler Technik
Die Überlegungen des Zonensystems gelten in ähnlicher Weise auch für andere Aufnahmeverfahren, also auch für den CCD- bzw. CMOS-Sensor einer Digitalkamera, den Computermonitor und das Drucken, z. B. mit Tintenstrahl- oder Laserdrucker.
Der Ausdruck (die Papierform des Bildes) hat wiederum den eingeschränktesten Kontrastumfang. Ein Monitor kann einen weiteren, aber dennoch gegenüber dem Original eingeschränkten Kontrastbereich darstellen. Die digitale Bildverarbeitung bietet mit entsprechender Software wesentlich umfangreichere Möglichkeiten, so können Grauwerte einzeln oder in Relation zueinander angepasst werden, was in der Dunkelkammer nur mit großem Aufwand oder gar nicht machbar ist. Eine kreative Umgestaltung wird möglich, die Grenzen zur Bildmanipulation sind allerdings fließend.
Ein weiterer Vorteil der Digitalfotografie ist, dass kurz nach der Aufnahme mittels eines Histogramms oder der Monitorwiedergabe grob beurteilt werden kann, ob Über- oder Unterbelichtung vorliegt. Blende und Zeit können wie bei einer analogen Kamera insbesondere bei unbewegten Motiven so lange verändert werden, bis die beabsichtigten Kontrastverhältnisse erreicht sind. Somit braucht nicht – wie beim Negativ- oder Diafilm – erst die Filmentwicklung abgewartet zu werden, um beurteilen zu können, ob richtig bzw. den Wünschen entsprechend belichtet wurde.
Mit einer Software können mehrere unterschiedlich belichtete Aufnahmen kombiniert werden. Sollte etwa der Helligkeitsumfang des Motivs die Empfindlichkeitsspanne des Bildsensors übersteigen, können Aufnahmen unterschiedlicher Belichtung am Computer zusammengesetzt werden, um Zeichnung sowohl in hellen als auch in dunklen Bildausschnitten zu gewährleisten (siehe HDRI-Erzeugung aus Belichtungsreihen). Das Ergebnis liegt als sogenanntes HDR-Bild mit hohem Dynamikumfang vor. Um diese Aufnahmen auf herkömmlichen Medien darstellen zu können, müssen sie in ihrem Dynamikumfang komprimiert und mit einem Tone-Mapping-Verfahren angepasst werden.
Manche digitalen Bildsensoren bieten nicht nur die erforderliche feine Graustufung (Bitumfang des Helligkeitssignales), sondern können selbst durch eine Folge logarithmisch gestaffelter Belichtungszeiten der einzelnen Pixel extreme Kontrastverhältnisse ohne Informationsverlust komprimieren.

## Einteilung der Zonen und Belichtungssteuerung
Adams hat den reproduzierbaren Kontrastumfang eines Fotos in 11 (Bezeichnet mit 0 bis 10) Bereiche oder Zonen eingeteilt. Der Abstand zwischen den Zonen entspricht jeweils einer ganzen Blendenstufe (1EV).
Null steht dabei für Tiefschwarz ohne Zeichnung, zehn bezeichnet reines Weiß ohne Zeichnung. Fünf entspricht dem sogenannten Neutralgrau mit 18 % Reflexion. Der im Labor auf Fotopapier kopierfähige Bereich umfasst die neun Zonen von I bis IX; der durchgezeichnete, detailhaltige Bereich die Zonen II bis VII.
Wird mit einem Spotbelichtungsmesser (in der Kamera oder als Handbelichtungsmesser) ein Motivteil angemessen, repräsentiert der Belichtungswert die Zone V (18 % neutrales Grau) – alle Belichtungsmesser sind hierauf kalibriert.
Es ist jedoch möglich, diesem Motivteil einen anderen Messwert bzw. eine andere Zone zuzuordnen, um die Wirkung auf dem Foto zu verändern:
Soll die Zone dunkel, aber mit Zeichnung im Bild dargestellt werden, könnte sie der Zone III zugeordnet werden. Zeigt der Belichtungsmesser z. B. 1/30 s und f/8,0 an, wäre folglich 1/30 s bei f/16 anzuwenden. Alle anderen Motivteile des Bildes fallen, in Abhängigkeit von der gewählten Belichtung ebenfalls in einen anderen Tonwertbereich bzw. eine andere Zone. So ist bedingt steuerbar, in welcher Helligkeit bzw. mit welchem Kontrast die jeweils bildwichtigen Motivteile wiedergegeben werden.
Fällt etwa ein bildwichtiges Motivteil bei der gewählten Belichtung in die Zone IX, also Weiß fast ohne Zeichnung, würde nur eine flaue Bildwirkung entstehen, die möglicherweise nicht den Vorstellungen des Fotografen entspricht. Es gibt somit keine „korrekte“ oder „richtige“ Belichtung – vielmehr wählt der Fotograf Belichtungswerte, die zu einem Bild führen, welches beim Betrachter die beabsichtigte Wirkung hervorruft.
Die Belichtungswerte sind somit vom Motiv, vom gewünschten fotografischen und künstlerischen Effekt sowie von der Entwicklung abhängig und können nach unten oder oben abweichen. Die Grenzen zwischen guter Aufnahme, geeigneter fotografischer Technik bis hin zum Aufzeigen versteckter Details, künstlerischer Freiheit und Manipulation sind fließend – eine Nebelsonne kann so z. B. in einen Sonnenuntergang verwandelt werden.

## Belichtung in der Praxis
Adams führte zahlreiche Methoden der Kalibrierung, Kontrastbeeinflussung und anderes ein und gestaltete damit seine Großformataufnahmen. Nicht alle sind bei den heute meist verwendeten 35-mm-Filmen nutzbar. Das Wesentliche des Zonensystems lässt sich jedoch realisieren, wenn eine Kamera mit Handeinstellung zur Verfügung steht.
Eine strukturierte Fläche, die etwa einem mittleren Grau entspricht, etwa ein Fußabtreter oder eine Wand, wird mit der gewählten Kamera-Film-Kombination (bzw. den entsprechenden Digitalkameraeinstellung) „normal“ und formatfüllend aufgenommen. Es ergibt sich, mit regulärer Belichtungsmessung, z. B. die Belichtung 1/30 f/8. Dies entspricht nun Zone V. Für andere Zonen werden nun weitere Aufnahmen mit anderen Belichtungswerten gemacht:
| Zone | Belichtung | Blendenzahl |
| ---- | ---------- | ----------- |
| 0    | 1/125 s    | f/22        |
| I    | 1/60 s     | f/22        |
| II   | 1/30 s     | f/22        |
| III  | 1/30 s     | f/16        |
| IV   | 1/30 s     | f/11        |
| V    | 1/30 s     | f/8         |
| VI   | 1/30 s     | f/5,6       |
| VII  | 1/30 s     | f/4         |
| VIII | 1/15 s     | f/4         |
| IX   | 1/8 s      | f/4         |
| X    | 1/4 s      | f/4         |

Selbstverständlich kann auch jede andere Zeit bzw. Blenden-Kombination entsprechend dem Lichtwert der Zone V Aufnahme gewählt werden, sofern sie, für unterschiedliche Zonen, zueinander jeweils den Abstand einer Blendenstufe oder Zeitstufe (= 1 EV) hält. Hilfreich ist es immer, sich die Nummer des jeweiligen Bildes zusammen mit Belichtung (Blende und Zeit) und Zone zu notieren. Mit dem Log kann ein Erfahrungsschatz aufgebaut werden, auf den später zugegriffen werden kann.
Die Aufnahmen werden nun in der gewünschten, aber zuvor bedachten Form entwickelt bzw. reproduziert bzw. projiziert, im einfachsten Falle etwa einfach ins Labor gegeben oder ausgedruckt. Bei Abzügen aus dem Labor ist es für die Anwendung des Zonensystems notwendig, ein Labor zu finden, das die Möglichkeit bietet, auf automatische Belichtungskorrekturen zu verzichten, da sonst alle Abzüge wieder ins Neutralgraue korrigiert werden. Dies sollte erfragt oder per Test festgestellt werden, ist aber in der Regel bei Fachhändlern möglich. Die elf entwickelten Bilder (gem. der o. g. Zonen) zeigen nun den Kontrastumfang und die Zeichnung der gewählten Reproduktionskette; anhand des Logs sind auch die Werte nachvollziehbar. Möglicherweise sind Details, d. h. Tonwert und Kontrast, schon für die Zone III nicht mehr voll sichtbar oder Zone VII zeigt die letzte nutzbare helle Zeichnung. Es ist also erforderlich bzw. möglich, für jede Reproduktionskette (von Kamera und Objektiv über den Film (bzw. den Sensor und einer bestimmten Einstellung) zum Positiv/Projektion/Bildschirm) eine Belichtungsreihe anzufertigen. Die Ergebnisse dieser Belichtungsreihen können künftig für die Gestaltung von Aufnahmen (Visualisierung) genutzt werden.
Die Erfahrung zeigt, dass Betrachter Aufnahmen als „gut“ oder „richtig“ belichtet empfinden, bei denen der Kontrastumfang möglichst ausgenutzt wurde. Die Aufnahmetechnik hierfür wäre, auf (zwei) Motivteile zu achten, die im Endbild ohne zeichnerische Details weiß bzw. schwarz dargestellt werden sollen. Die bildwichtigen Teile des Motives sollten im dazwischenliegenden, durchgezeichneten Bereich liegen, der Belichtungsrahmen nach dem Zonensystem nach Möglichkeit darauf angepasst werden.

## Filme und Farbe
Bei Negativfilmen kann die ermittelte hellste nutzbare Zone (auf dem Film) als Basiszone gewählt werden, mittels der dann, korrigiert, belichtet wird. Es wird auf jenes Motivteil angemessen, das gerade noch mit Zeichnung dunkel (=helle Stelle auf dem Negativfilm) auf dem Abzug dargestellt werden soll, im Beispiel der Zone III entsprechend. Daraufhin wird die Belichtung zwei Blenden oder Zeitstufen größer (also f/4 statt f/8 oder 1/60 s statt 1/250 s) gewählt. Nun wird ermittelt, in welche Zone der hellste bildwichtige Motivteil fällt. Liegt er innerhalb des ermittelten durchgezeichneten Bereichs, ist die Belichtung optimal.
Bei Diafilmen wird umgekehrt die niedrigste (hellste) nutzbare Zone als Basiszone gewählt. Dieses Vorgehen ist auch sinnvoll, weil bei Filmen die dunklen Stellen (bei Negativfilmen entsprechend die hellsten Bildteile) schneller „zulaufen“, keine Details mehr zeigen, als vergleichsweise die hellsten (dunkelsten) Stellen.
Die hellen (bzw. dunklen) Stellen lassen sich in der Nachbearbeitung, falls verfügbar, auch besser korrigieren. Eine leichte Überbelichtung bei Negativfilmen bzw. leichte Unterbelichtung bei Diafilmen kann also unter bestimmten Umständen toleriert werden. Bei Dias für die Projektion wie auch bei fehlender Bearbeitungsmöglichkeit müssen natürlich die hellen und dunklen Grenzen unmittelbar richtig gewählt werden.
Während das ursprüngliche Zonensystem hauptsächlich für die Schwarz-Weiß-Fotografie benutzt wurde, sind heute überwiegend Farbfilme verbreitet, die im Folgenden auch andere Gestaltungsmaßnahmen erlauben. Die Kontrastkorrektur mit Filter an der Kamera selbst ist etwas unüblich geworden, auf die Farbtemperatur kann dagegen Einfluss genommen werden. Für moderne Filme muss der veränderte Kontrastumfang im Zonensystem berücksichtigt werden. Bei Farbfilmen ist die Differenz zum Schwarz-Weiß-Material meist gering, bei Dia-Filmen dagegen stärker. Dies und die subjektive Wirkung der Farbe sollte bei der Aufnahme im Zonensystem berücksichtigt werden. Die Sensorik der digitalen Technik ist im Tonwertumfang wiederum mit dem Dia-Film vergleichbar, hinzu kommen das Rauschen und andere Besonderheiten.

## Grenzen des Zonensystems
Die fotografische Arbeit mit dem Zonensystem wurde für die Arbeit mit einer Großbildkamera und der damit verbundenen Möglichkeit einer Einzelfilmentwicklung erdacht – sie entfaltet besonders dort ihr optimales Potential, wo der Fotograf die notwendige Zeit hat, Motiv und Motivkontrast in Ruhe mit dem Spotbelichtungsmesser auszumessen, zu bewerten und mit der Filmentwicklung zu koordinieren – vornehmlich Landschaft-, Porträt- oder Stilllebenaufnahmen.
Alle Motivbereiche, die mit kleinen Filmformaten arbeiten und einen dynamischen und schnellen fotografischen Zugriff erfordern, wie z. B. die Sportfotografie, Straßenfotografie oder Reportage, sind für ein systematisches Arbeiten mit dem Zonensystem eher ungeeignet.
Unbestritten hingegen ist auch heute noch der hohe didaktische Wert des Zonensystems, mit dessen Hilfe grundlegende Zusammenhänge in der Schwarzweißfotografie verdeutlicht werden.
Trotz mittlerweile verfügbarer Gradationswandelpapiere und äußerst leistungsfähiger Filme ist es ganz sicher von Nutzen als ein Fundament zu einer optimalen technischen Beherrschung des fotografischen Handwerks und zum bewussten Einsatz dieser fotografisch-technischen Mittel zur Schärfung des fotografischen Ausdrucks.